# Thorpe Satchville
Thorpe Satchville är en by i civil parish Twyford and Thorpe, i distriktet Melton, i grevskapet Leicestershire i England. Byn är belägen 7 km från Melton Mowbray. Thorpe Satchville var en civil parish 1866–1936 när blev den en del av Twyford and Thorpe. Civil parish hade 186 invånare år 1931.